# Guy Henry
Guy Henry (Londen, 17 oktober 1960) is een Brits toneel- en filmacteur. Hij is het bekendst voor zijn rol als Pius Dikkers in de laatste twee Harry Potter films. In 2016 gaf hij gestalte aan Tarkin in Rogue One: A Star Wars Story.
- International Standard Name Identifier: 0000 0003 7199 3954
- Library of Congress Control Number: no2008152156
- Nationale Bibliotheek van Israël: 987007334898205171
- Virtual International Authority File: 14596195
- WorldCat: E39PBJqk9g9tpyyTCBvP9rmw4q